# ماروداي
ماروداي (بالإنجليزية: Marudai)‏ تعني «الحامل المستدير»، وهي أكثر الإطارات التقليدية شيوعًا المستخدمة في صنع كوميهيمو، وهو نوع من الضفائر اليابانية.

## صناعة
يصنع الماروداي بشكل عام من خشب ذو حبيبات متقاربة ويتكون من قرص دائري (كاغامي أو «مرآة») به فتحة في الوسط، مدعومة بأربعة أرجل مثبتة في قاعدة. غالبًا ما يبلغ إرتفاع ماروداي من النمط الياباني حوالي 16 بوصة (40 سم) ويستخدم أثناء الركوع أو عند وضعه على طاولة. يسمح الطراز الغربي 26 بوصة للجدائل بالجلوس على كرسي إلى جديلة.

## مراجع

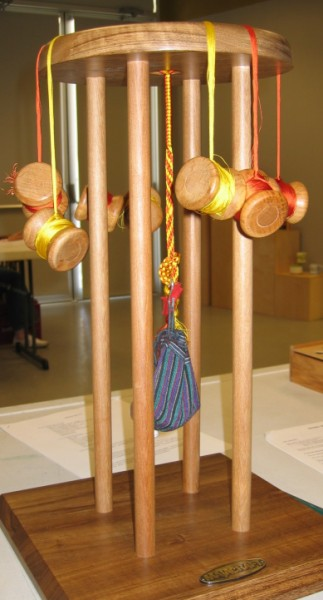
كوميهيمو